# Ovidiu Haidu
Ovidiu Haidu (n. 18 ianuarie 1968, Brașov - d. 10 octombrie 2006, Glasgow, Scoția) a fost un tenor român. Se stabilise încă din 1990 în Scoția, unde era angajat la operă, ca tenor. La început, încercase să ia lecții de canto la Londra. Pînă la urmă, s-a ambiționat și a dat la Conservator și a continuat cu masteratul. Cariera lui luase proporții și ar fi ajuns departe dacă nu ar fi suferit un accident vascular cerebral. 
Zamfira Haidu, mama lui, nu și-a revenit nici acum din șoc. Își amintește cum a ajuns Ovidiu în Cenaclul Flacăra: „Avea voce foarte bună, era în brigada liceului Uzina 2, avea spectacole, făcuse vioară la Liceul de Muzică. Dar mai compunea și folk. S-a dus la un spectacol pe stadion și cînd Păunescu a zis că așteaptă debutanți la audiții, s-a dus și el. Și a avut succes, dar eu n-am știut. Am găsit dimineața, pe masă, 375 de lei. Erau de la Păunescu pentru prestația din acea seară“. Cât despre puștoaica din cîntec, Ovidiu scrisese versurile pentru prietena lui, Hela, pe care o cunoscuse în clasa a IX a. Pentru că e un cântec atât de popular, „Puștoaico“ cântec compus și interpreteat de Ovidiu Haidu a fost inclus pe primul disc al Cenaclului Flacăra fiind membru al său.

## Discografie (inCenaclul Flacăra)
- Puștoaico